# Abborrtjärnen (Sunnemo socken, Värmland, 664012-138922)
Abborrtjärnen är en sjö i Hagfors kommun i Värmland och ingår i Göta älvs huvudavrinningsområde.